# Танака, Коити
Коити Танака, иногда Коичи Танака (яп. 田中 耕一 Танака Ко:ити, род. 3 августа 1959, Тояма, Япония) — японский инженер и химик, лауреат Нобелевской премии по химии 2002 года за разработку нового масс-спектрометрического метода исследования биологических макромолекул. Он единственный Нобелевский лауреат без научной степени.

## Биография и карьера
Коити Танака родился и вырос в городе Тояма. В 1983 году окончил Университет Тохоку с инженерным дипломом. После университета Танака поступил на работу в корпорацию Shimadzu, в которой занимался разработкой масс-спектрометров.
Для масс-спектрометрического анализа анализируемая молекула должна быть ионизирована и переведена в газовую фазу (испарена) под действием лазера. Однако такое воздействие приводит к разрушению макромолекул, таких как белки. В 1985 году Танака обнаружил, что при использовании тонкого металлического порошка в глицерине в качестве матрицы макромолекулярные аналиты могут быть ионизированы без разрушения структуры самого вещества. Танака использовал своё открытие для масс-спектрометрического определения белков. В том же году методика была запатентована и доложена в 1987 году на ежегодной конференции Японского масс-спектрометрического общества в Киото. Методика стала известна как мягкая лазерная десорбция (soft laser desorption, SLD). В 2002 году Танака получил за свою разработку Нобелевскую премию по химии.

## Критика решения Нобелевского комитета
Решение присудить Нобелевскую премию за разработку метода масс-спектрометрии вызвало критику. Немецкие учёные Франц Хилленкамп и Михаель Карас в 1985 году также разработали более чувствительный метод с использованием низкомолекулярного органического соединения в качестве матрицы, названный ими матрично-активированная лазерная десорбция/ионизация (Matrix-Assisted Laser Desorption/Ionization, MALDI), который они, однако, не применяли для ионизации белков до доклада Танаки. Более того, в настоящее время для исследования белков используется MALDI, а не методика SLD, разработанная Танакой.